# سياسة التأشيرات في ليسوتو
يجب على زوار ليسوتو الحصول على تأشيرة من إحدى البعثات الدبلوماسية لليسوتو إلا إذا كانوا من مواطني الدول المعفاة من التأشيرة.

## خريطة سياسة التأشيرات

سياسة التأشيرات في ليسوتو
ليسوتو
لا تحتاج إلى تأشيرة (90 يومًا)
لا تحتاج إلى تأشيرة (14 يومًا)
تأشيرة مطلوبة

## الإعفاء من التأشيرة

### جوازات السفر العادية
يُمكن لحاملي جوازات السفر العادية من الدول والأقاليم التالية دخول ليسوتو دون تأشيرة للفترة التالية:
| - أنتيغوا وباربودا - أستراليا - باهاماس - باربادوس - بليز - بروناي - بوتسوانا - كندا - دومينيكا - إسواتيني - غامبيا - غرينادا - غيانا - هونغ كونغ - أيرلندا - إسرائيل | - جامايكا - اليابان - كينيا - كيريباتي - مالاوي - مالطا - ماليزيا - المالديف - موريشيوس - ناميبيا - ناورو - بابوا غينيا الجديدة - سانت كيتس ونيفيس - سانت لوسيا - سانت فنسنت والغرينادين - ساموا | - سان مارينو - سيراليون - سنغافورة - جزر سليمان - جنوب أفريقيا - سريلانكا - تنزانيا - تونغا - ترينيداد وتوباغو - توفالو - أوغندا - المملكة المتحدة1 - الولايات المتحدة - فانواتو - زامبيا - زيمبابوي |  |

| - الدول الأعضاء في الاتحاد الأوروبي2 \| - آيسلندا - نيوزيلندا \| - النرويج - كوريا الجنوبية \| - سويسرا \| |                            |          |
| - آيسلندا - نيوزيلندا                                                                                      | - النرويج - كوريا الجنوبية | - سويسرا |

| - آيسلندا - نيوزيلندا | - النرويج - كوريا الجنوبية | - سويسرا |

1 - بما في ذلك جميع فئات الجنسية البريطانية.
2 - يمكن لأيرلندا ومالطا الدخول لمدة 90 يوماً بدلاً من ذلك.
| تواريخ تغييرات التأشيرة                                                                   |
| ----------------------------------------------------------------------------------------- |
| - 1 مارس 1970: إسرائيل - 9 يناير 1972: بلجيكا، لوكسمبورغ وهولندا - 15 يوليو 1977: اليابان |

### جوازات السفر غير العادية
يمكن لمواطني الصين من حاملي الجوازات الدبلوماسية أو جوازات الخدمة دخول ليسوتو دون تأشيرة.

## التأشيرة الإلكترونية (معلّقة)
أطلقت ليسوتو نظام تأشيرة إلكترونية في 1 مايو 2017.
يمكن للأجانب التقدم عبر الإنترنت للحصول على أنواع مختلفة من التأشيرات (سياحية، تجارية، دراسية، ودبلوماسية) من خلال نظام التأشيرة الإلكترونية.
تُعالج التأشيرة الإلكترونية خلال 72 ساعة. يمكن للزائرين الحاصلين على تأشيرة دخول واحدة البقاء لمدة أقصاها 44 يومًا. أما الحاصلون على تأشيرة دخول متعددة فيمكنهم السفر من وإلى ليسوتو فقط ضمن 180 يومًا. يجب على الزائرين التقدم بطلب تمديد إذا طالت مدة إقامتهم.
تم تعليق العمل بمعالجة التأشيرات الإلكترونية.

## العبور
لا توجد مرافق عبور في ليسوتو.

## إحصاءات الزوار
أغلب الزوار الذين وصلوا إلى ليسوتو كانوا من الدول التالية:
| الدولة           | 2017      | 2016      | 2015      | 2014      |
| ---------------- | --------- | --------- | --------- | --------- |
| جنوب أفريقيا     | 1,009,856 | 1,081,227 | 970,292   | 968,742   |
| زيمبابوي         | 20,991    | 20,835    | 20,995    | 20,523    |
| هولندا           | 9,275     | 7,856     | 6,223     | 4,454     |
| ألمانيا          | 8,913     | 7,955     | 5,951     | 3,746     |
| الولايات المتحدة | 8,589     | 10,026    | 9,694     | 8,798     |
| الصين            | 7,830     | 6,878     | 8,095     | 9,630     |
| بوتسوانا         | 7,513     | 8,972     | 6,712     | 6,942     |
| المملكة المتحدة  | 5,554     | 4,970     | 6,436     | 6,128     |
| الهند            | 4,745     | 4,389     | 3,639     | 4,619     |
| إسواتيني         | 3,930     | 5,006     | 4,627     | 3,716     |
| المجموع          | 1,137,166 | 1,196,214 | 1,082,403 | 1,078,510 |